# Nevinnomîssk
Nevinnomîssk (în rusă Невинномысск) este un oraș din Regiunea Stavropol, Federația Rusă, cu o populație de 132.141 locuitori.

## Orașe înfrățite
- Belovo, Bulgaria
- Gwangju, Coreea de Sud
- Pițunda, Georgia
- Sumqayıt, Azerbaidjan